# Parapleurocryptella minuta
Parapleurocryptella minuta är en kräftdjursart som beskrevs av M. Bourdon1972. Parapleurocryptella minuta ingår i släktet Parapleurocryptella och familjen Bopyridae. Inga underarter finns listade i Catalogue of Life.